# Football Club Nantes-Atlantique 2001-2002
Questa voce raccoglie le informazioni riguardanti il Football Club Nantes-Atlantique nelle competizioni ufficiali della stagione 2001-2002.

## Stagione
In apertura di stagione il Nantes completò la ristrutturazione societaria cominciata con l'acquisizione da parte della società editoriale Socpresse che, con il definitivo passaggio da società anonima sportiva a società anonima sportiva professionale, poté entrare in pieno possesso delle quote azionarie, nominando a settembre Jean-Luc Gripond come presidente.
Vincitore della Supercoppa di Francia grazie a una larga vittoria contro lo Strasburgo, in campionato il Nantes vinse la prima partita dopo dodici gare, trascorrendo tutto il girone di andata sul fondo della classifica. Presentatosi ai nastri di partenza della tornata conclusiva con l'argentino Ángel Marcos in sostituzione di Raynald Denoueix alla guida tecnica, i Canarini ottennero due strisce di risultati utili consecutivi interrotte da tre sconfitte di fila a metà del girone, uscendo inizialmente dalla zona retrocessione, rimanendo successivamente nelle zone di classifica medio-bassa, fino al decimo posto finale.
Eliminato dal Bastia nelle fasi iniziali delle due coppe nazionali, in Champions League il Nantes concluse la prima fase a gironi in testa al proprio raggruppamento, mantenendo l'imbattibilità in trasferta. Per la seconda fase  i Canarini furono sorteggiati con i campioni d'Europa in carica del Bayern Monaco, il Manchester Utd e il Boavista, tutti vincitori dei propri campionati. Dopo aver perso di misura le prime due gare, il Nantes incappò in altrettanti pareggi e sconfitte facendosi sempre rimontare un vantaggio iniziale, uscendo dalla massima competizione continentale con un ultimo posto nel girone e due punti all'attivo.

## Maglia e sponsor
Lo sponsor tecnico per la stagione 2001-2002 è Le Coq Sportif, mentre gli sponsor ufficiali sono Synergie e Loxam.
| Manica sinistra · Manica sinistra · Maglietta · Maglietta · Manica destra · Manica destra · Pantaloncini · Pantaloncini · Calzettoni | Manica sinistra · Manica sinistra · Maglietta · Maglietta · Manica destra · Manica destra · Pantaloncini · Calzettoni | Manica sinistra · Manica sinistra · Maglietta · Maglietta · Manica destra · Manica destra · Pantaloncini · Calzettoni |  |

## Organigramma societario
Area direttiva
- Presidente: Kléber Bobin, dal 13 settembre Jean-Luc Gripond[2]

Area tecnica
- Direttore sportivo: Robert Budzynski
- Allenatore: Raynald Denoueix, dal 1º gennaio Ángel Marcos[4]
- Preparatore dei portieri: David Marraud

## Rosa
| N. |                      | Ruolo | Calciatore                  |
| -- | -------------------- | ----- | --------------------------- |
| 1  | Francia (bandiera)   | P     | Mickaël Landreau (capitano) |
| 2  | Argentina (bandiera) | D     | Néstor Fabbri               |
| 3  | Francia (bandiera)   | D     | Nicolas Laspalles           |
| 4  | Colombia (bandiera)  | D     | Mario Yepes                 |
| 5  | Francia (bandiera)   | D     | Nicolas Gillet              |
| 6  | Camerun (bandiera)   | D     | Salomon Olembé              |
| 8  | Francia (bandiera)   | C     | Frédéric Da Rocha           |
| 9  | Romania (bandiera)   | A     | Viorel Moldovan             |
| 10 | Francia (bandiera)   | C     | Éric Carrière               |
| 10 | Colombia (bandiera)  | A     | Víctor Bonilla              |
| 11 | Francia (bandiera)   | A     | Pierre-Yves André           |
| 12 | Argentina (bandiera) | C     | Mauro Cetto                 |
| 12 | Francia (bandiera)   | D     | Pascal Delhommeau           |
| 13 | Francia (bandiera)   | C     | Mathieu Berson              |
| 14 | Francia (bandiera)   | A     | Pierre Aristouy             |
| 15 | Francia (bandiera)   | C     | Nicolas Savinaud            |

| N. |                    | Ruolo | Calciatore         |
| -- | ------------------ | ----- | ------------------ |
| 16 | Francia (bandiera) | P     | Willy Grondin      |
| 17 | Francia (bandiera) | C     | Hassan Ahamada     |
| 18 | Francia (bandiera) | C     | Wilfried Dalmat    |
| 18 | Francia (bandiera) | C     | Jérémy Toulalan    |
| 19 | Francia (bandiera) | A     | Marama Vahirua     |
| 20 | Camerun (bandiera) | C     | Eric Djemba-Djemba |
| 21 | Francia (bandiera) | C     | Olivier Quint      |
| 22 | Francia (bandiera) | D     | Sylvain Armand     |
| 23 | Gabon (bandiera)   | A     | Shiva N'Zigou      |
| 24 | Francia (bandiera) | D     | Yves Deroff        |
| 25 | Camerun (bandiera) | D     | Jean-Hugues Ateba  |
| 26 | Croazia (bandiera) | C     | Goran Rubil        |
| 27 | Francia (bandiera) | C     | Loïc Pailleres     |
| 28 | Francia (bandiera) | A     | Grégory Pujol      |
| 29 | Francia (bandiera) | C     | Stéphane Ziani     |
| 31 | Francia (bandiera) | D     | Charles Devineau   |

## Risultati

### Coppa di Francia
| Arbitro: | Moulin |

|                                     |           |            |
| Manso 32’, 69’ Vairelles 53’ (rig.) | Marcatori | 76’ Armand |

### UEFA Champions League

#### Prima fase a gironi
| Arbitro: | Fernández Marin |

|                                                  |           |               |
| André 5’ Quint 10’ (rig.) Dalmat 44’ Vahirua 75’ | Marcatori | 90+3’ de Jong |

| Arbitro: | Fandel |

|          |           |                                |
| Couto 7’ | Marcatori | 3’ Fabbri 63’ Armand 86’ Ziani |

| Arbitro: | Øvrebø |

|  |           |            |
|  | Marcatori | 79’ Yalçın |

| Istanbul 16 ottobre 2001, ore 20:45 (CET) 4ª giornata | Galatasaray | 0 – 0 referto | Nantes-Atlantique | Stadio Ali Sami Yen (19.100 spett.)\| Arbitro: \| Krug \| |
| Arbitro:                                              | Krug        |               |                   |                                                           |

| Eindhoven 24 ottobre 2001, ore 20:45 (CET) 5ª giornata | PSV   | 0 – 0 referto | Nantes-Atlantique | Philips Stadion (31.200 spett.)\| Arbitro: \| Stark \| |
| Arbitro:                                               | Stark |               |                   |                                                        |

| Arbitro: | Hauge |

|           |           |  |
| André 72’ | Marcatori |  |

#### Seconda fase a gironi
| Arbitro: | Wegereef |

|             |           |  |
| Sánchez 77’ | Marcatori |  |

| Arbitro: | Collina |

|  |           |                  |
|  | Marcatori | 65’ Paulo Sérgio |

| Arbitro: | Vassaras |

|             |           |                             |
| Moldovan 9’ | Marcatori | 90+4’ (rig.) van Nistelrooy |

| Arbitro: | Mejuto González |

|                                                                       |           |              |
| Beckham 18’ Solskjær 31’, 74’ Silvestre 38’ van Nistelrooy 64’ (rig.) | Marcatori | 17’ Da Rocha |

| Arbitro: | Dallas |

|              |           |                |
| Moldovan 43’ | Marcatori | 78’ Martelinho |

| Arbitro: | Fisker |

|                          |           |             |
| Jeremies 58’ Pizarro 87’ | Marcatori | 54’ Ahamada |

## Statistiche

### Andamento in campionato
| Giornata  | 1  | 2  | 3  | 4  | 5  | 6  | 7  | 8  | 9  | 10 | 11 | 12 | 13 | 14 | 15 | 16 | 17 | 18 | 19 | 20 | 21 | 22 | 23 | 24 | 25 | 26 | 27 | 28 | 29 | 30 | 31 | 32 | 33 | 34 |
| --------- | -- | -- | -- | -- | -- | -- | -- | -- | -- | -- | -- | -- | -- | -- | -- | -- | -- | -- | -- | -- | -- | -- | -- | -- | -- | -- | -- | -- | -- | -- | -- | -- | -- | -- |
| Luogo     | T  | C  | T  | C  | T  | C  | T  | T  | C  | T  | C  | T  | C  | T  | C  | T  | C  | T  | C  | T  | C  | T  | C  | C  | T  | C  | T  | C  | T  | C  | T  | C  | T  | C  |
| Risultato | P  | P  | N  | P  | P  | N  | P  | P  | N  | P  | N  | V  | V  | P  | P  | V  | P  | P  | V  | V  | V  | N  | V  | V  | P  | P  | P  | N  | V  | V  | N  | V  | P  | V  |
| Posizione | 17 | 17 | 18 | 18 | 18 | 18 | 18 | 18 | 18 | 18 | 18 | 18 | 18 | 18 | 18 | 18 | 18 | 18 | 18 | 17 | 14 | 14 | 13 | 12 | 13 | 14 | 14 | 14 | 13 | 12 | 11 | 9  | 11 | 10 |

Fonte:  FC NANTES, su lfp.fr.
Legenda:

Luogo: C = Casa; T = Trasferta. Risultato: V = Vittoria; N = Pareggio; P = Sconfitta.